# Michelle Dekker
Michelle Dekker (Zoetermeer, 18 de marzo de 1996) es una deportista neerlandesa que compite en snowboard.
Ganó una medalla de bronce en el Campeonato Mundial de Snowboard de 2025, en la prueba de eslalon paralelo. Participó en tres Juegos Olímpicos de Invierno, entre los años 2014 y 2022, ocupando el cuarto lugar en Pekín 2022, en la prueba de eslalon gigante paralelo.

## Medallero internacional
| Campeonato Mundial | Campeonato Mundial | Campeonato Mundial | Campeonato Mundial |
| Año                | Lugar              | Medalla            | Prueba             |
| ------------------ | ------------------ | ------------------ | ------------------ |
| 2025               | Engadina (Suiza)   | Medalla de bronce  | Eslalon paralelo   |